# William Thomson (Lord Kelvin)
Pour les articles homonymes, voir Thomson, William Thomson et Kelvin (homonymie).
William Thomson, mieux connu sous le nom de Lord Kelvin (Belfast, 26 juin 1824 - Largs, 17 décembre 1907), premier baron Kelvin, est un physicien britannique d'origine irlandaise reconnu pour ses travaux en thermodynamique.
Lord Kelvin, s'inspirant sans doute des écrits de Guillaume Amontons introduisant en 1702 la notion d'un « zéro absolu », définit cette dernière comme correspondant à l'absence absolue d'agitation thermique et de pression d'un gaz, dont il avait remarqué les variations liées selon un rapport linéaire. Il a laissé son nom à l'échelle de température, dite absolue, ou température « thermodynamique », mesurée en kelvins.
Il fut l'un des deux principaux ingénieurs électriciens à participer à la pose des premiers câbles télégraphiques transatlantiques en 1865–1866.
Son titre de Lord Kelvin fait référence à la rivière du même nom, qui coule à proximité de son laboratoire à l'université de Glasgow.

## Travaux et recherches

### Deuxième principe de la thermodynamique

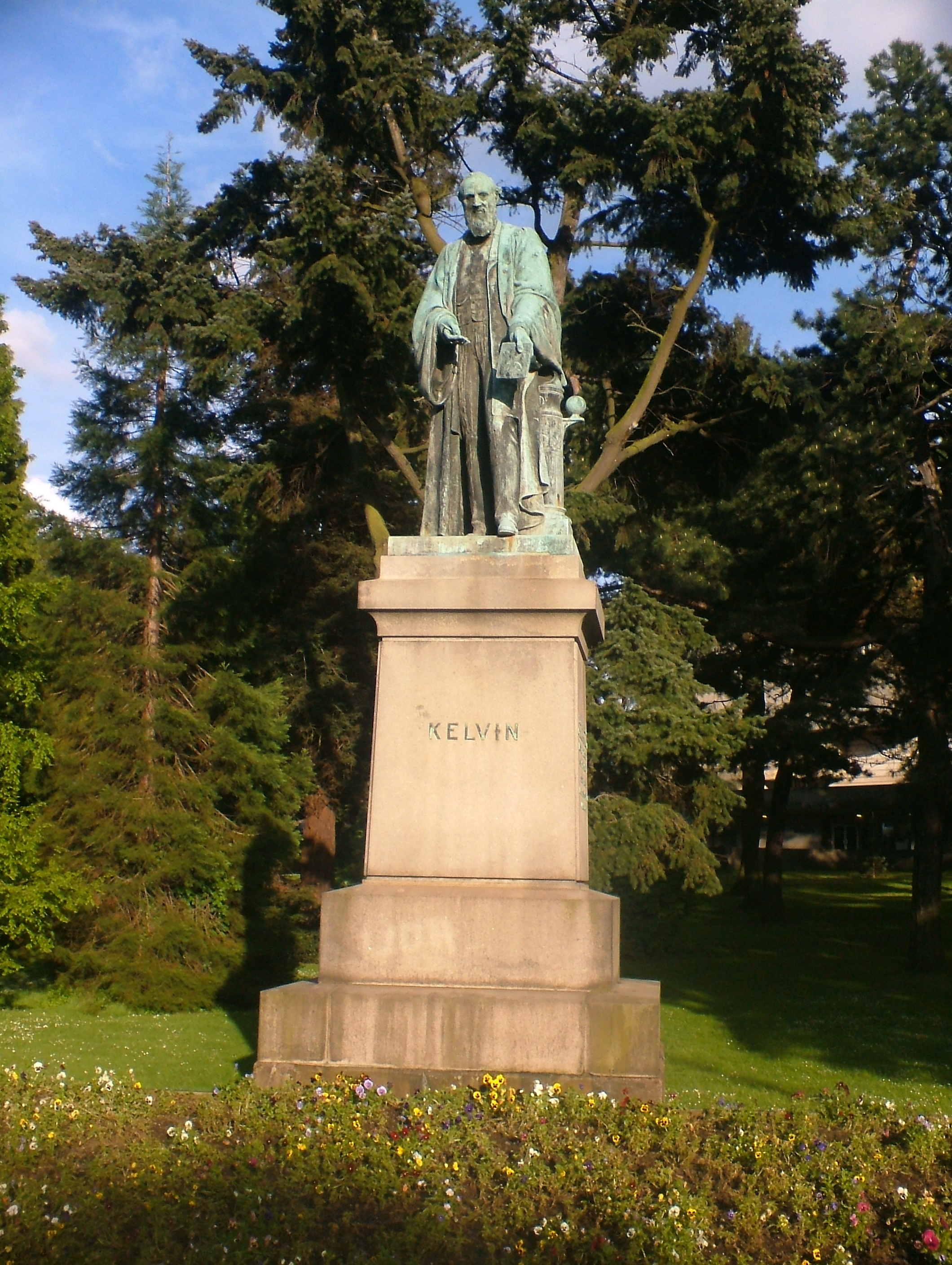
Statue de Lord Kelvin, au Jardin botanique de Belfast, en Irlande du Nord.

Le deuxième principe de la thermodynamique, énoncé pour la première fois par Nicolas Léonard Sadi Carnot en 1824, possède un énoncé historique, dit de Thomson :
« Soit un cycle monotherme. Il ne peut être moteur. »
Cela interdisait l'hypothèse des moteurs perpétuels de deuxième espèce, dont l'image classique présentée aux étudiants est la suivante : la mer à 15 °C est un réservoir potentiel d'énergie fantastique, si on pouvait en tirer un travail : un navire avancerait ainsi, laissant derrière lui un sillage d'eau plus froide. Mais cela est interdit en vertu de ce deuxième principe.

### Électricité
Ces mêmes études lui permirent d'étudier la conduction électrique des câbles sous-marins : il est promoteur de la grande construction du premier câble transatlantique.
En revanche, il se heurta aux études de Maxwell sur l'éther : il se refusait à l'idée d'une propagation « transverse », sans propagation « longitudinale », dans ce milieu.
Son étude de l'influence de la température sur la conduction électrique lui permit également de découvrir l'effet Thomson, ainsi que la relation entre l'effet Peltier et l'effet Seebeck, à la base de la thermoélectricité.
Il est également l'inventeur d'un mécanisme simple et bon marché de production d'électricité statique par influence, nommé le replenisher.

### Hypothèse de l'atome vortex
Entre 1870 et 1890, la théorie de l’atome vortex, qui prétendait qu’un atome était un vortex dans l’éther, fut populaire parmi les physiciens et les mathématiciens britanniques. Thomson a été le pionnier de cette théorie, qui se distinguait de la théorie des vortex du XVIIe siècle de René Descartes car Thomson pensait en termes de théorie du continuum unitaire, tandis que Descartes pensait en termes de trois types de matière différents, chacun se rapportant respectivement à l’émission, à la transmission et à la réflexion de la lumière. Près de 60 articles scientifiques ont été rédigés par environ 25 scientifiques. Les hypothèses de l'éther et de l'atome vortex ont été abandonnées au début du XXe siècle, mais suivant l’exemple de Thomson et Tait, la branche de la topologie appelée théorie des nœuds, qui est toujours très active, a été développée en lien avec ces hypothèses. 

### Mécanique

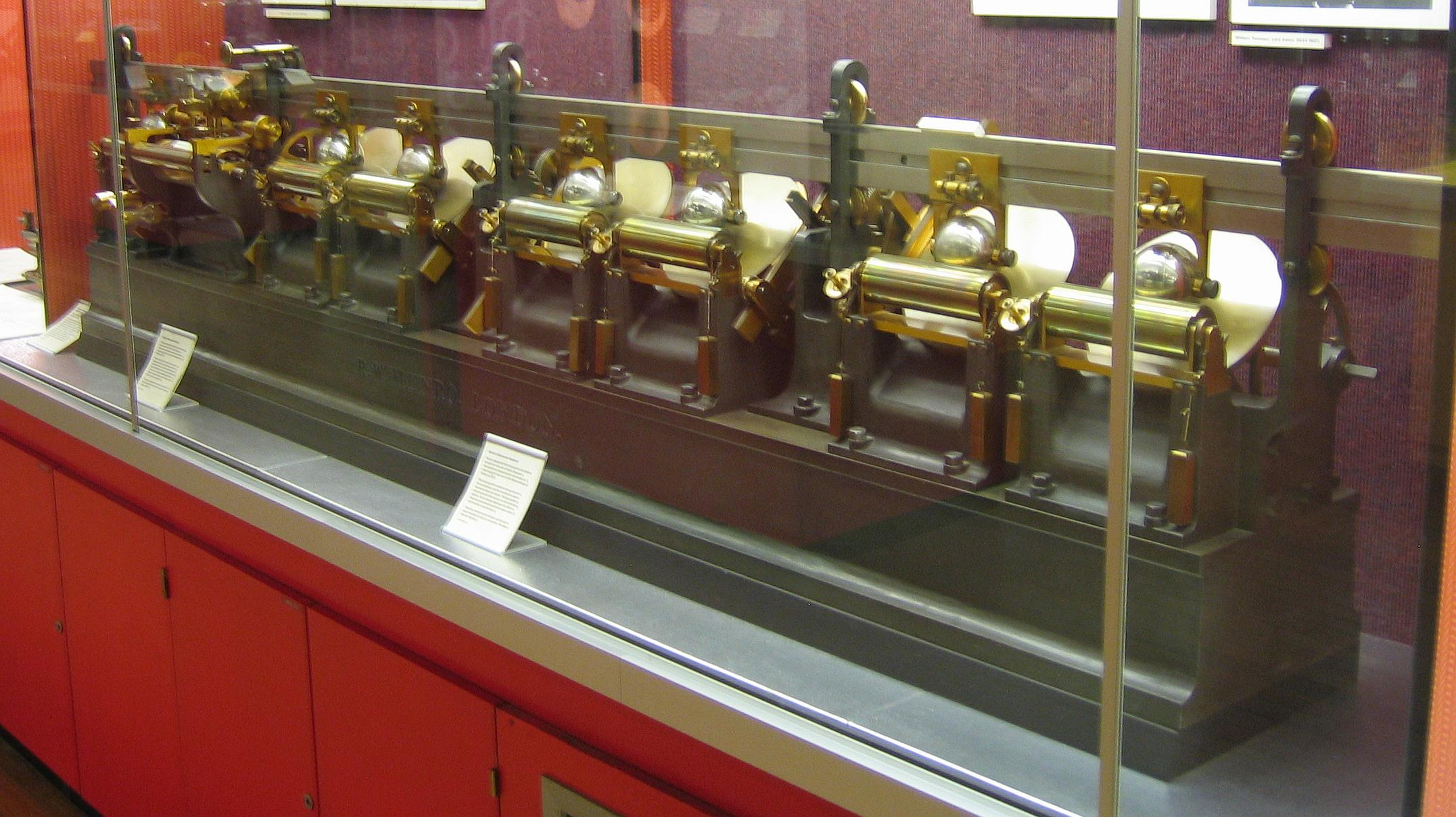
Calculateur mécanique de 1878.

On retrouve sa trace dans nombre de théorèmes dits de Thomson, où le théorème de Stokes intervient. Ses mémoires contribueront beaucoup à l'épuration de la théorie des vortex, dont sortira, comme un joyau, l'analyse vectorielle de Gibbs (1839-1903) : les vecteurs sont si familiers de nos jours que cela est un peu occulté.
Atomiste, il eut une vision originale de la théorie des atomes à base de nœuds, vortex et quaternions, théorie remarquable, mais sans issue.
Il a aussi construit un des premiers calculateurs analogiques, un prédicteur de marées mécanique appliquant les principes de l'analyse harmonique.

### Âge de la Terre
Parmi les travaux de Thomson ayant suscité le plus de controverses figurent ceux qu'il a consacrés à l'étude de l'âge de la Terre et du Soleil.
En 1862, il publie une  théorie et des calculs relatifs à l'âge du Soleil et à celui la Terre qui l'amènent à estimer que l'âge du Soleil est de 100 à 400 millions d'années, celui de la Terre lui étant inférieur. Il revoit ensuite à la baisse l'estimation de l'âge de la Terre en la ramenant à quelques dizaines de millions d'années. Même si ces résultats sont très supérieurs aux estimations basées sur les textes religieux, ils sont très inférieurs à ceux suggérés par les travaux du géologue Charles Lyell (1797-1875), fondateur des « couches géologiques », qui considère que la Terre a été façonnée sur une très longue période de temps par des forces toujours existantes. Ils sont également très inférieurs à ceux que Charles Darwin envisage, en 1859,  dans sa théorie de l'évolution des espèces. Thomson publie en 1868 un nouvel article sur le sujet, dans lequel il met ouvertement en cause les méthodes et résultats des géologues, ce qui déclenche une polémique qui s'étendra sur plusieurs décennies, polémique nourrie notamment par les personnalités, scientifiques ou non, critiquant les théories de Darwin.
Il est aujourd'hui établi que l'âge de la Terre est de l'ordre de 4,5 milliards d'années. Les calculs de Kelvin étaient mathématiquement exacts, mais fondés sur plusieurs hypothèses erronées, notamment quant au mécanisme de refroidissement de la Terre, qui est plus par convection interne que par diffusion externe, et à la composition du globe terrestre. C'est un de ses anciens élèves, John Perry, qui relèvera ces erreurs à partir de 1895, et démontrera, sans convaincre Thomson, que leur correction rend possible un âge de la Terre de l'ordre du milliard d'années.

## Distinctions
Il a été distingué pour être titulaire des décorations ou prix scientifiques, ou membre des conseils ou sociétés savantes qui suivent :
- titulaire de l'ordre du Mérite (Royaume-Uni), de l'ordre royal de Victoria ;
- membre du Conseil privé du Royaume-Uni ;
- baron Kelvin, de Largs dans le comté d'Ayr (« Baron Kelvin, of Largs, in the county of Ay »), en 1892[9] ;
- membre de la Royal Society, qu'il préside de 1890 à 1895 ;
- lauréat de la Royal Medal en 1856, de la médaille Copley en 1883 ;
- membre de la Royal Society of Edinburgh (FRSE).

L'astéroïde (8003) Kelvin a été nommé en son honneur.